# Drencova
Drencova – wieś w Rumunii, w okręgu Caraș-Severin, w gminie Berzasca. W 2011 roku liczyła 4 mieszkańców. 